# پاموک (مجارستان)
پاموک (به مجاری:  Pamuk) یک منطقهٔ مسکونی در مجارستان است که در ناحیه فونیود واقع شده‌است. پاموک ۱۱٫۹۶ کیلومتر مربع مساحت و ۲۶۴ نفر جمعیت دارد.